# ديفيد فالك
ديفيد فالك (بالإنجليزية: David Falk)‏ هو مخرج منفذ أمريكي، ولد في 1950 في لونغ آيلند في الولايات المتحدة.